# Roses rouges et Piments verts
Pour plus de détails, voir Fiche technique et Distribution.
Roses rouges et Piments verts (No encontré rosas para mi madre) est un film franco-hispano-italien réalisé par Francisco Rovira Beleta, sorti en 1973.

## Synopsis
Jacinto, un jeune homme, séduit toutes les femmes et tous les hommes. Il adore sa mère, Teresa, une femme qui a toujours besoin d'argent. Pour remédier à ses problèmes, Jacy multiplie les aventures et épouse une attardée mentale très riche. Teresa quitte son fils pour vivre une aventure avec un professeur amoureux d'elle.

## Fiche technique
- Titre : Roses rouges et Piments verts
- Titre original : No encontré rosas para mi madre
- Réalisation : Francisco Rovira Beleta
- Scénario : Paul Andréota, José Antonio García Blázquez, Enrique Josa, Corrado Prisco, Francisco Rovira Beleta, Andrés Velasco et Fulvio Palmieri d'après une histoire Non ho trovato rose per mia madre de José Antonio García Blázquez
- Production : Andrés Velasco
- Société de production : C.P. Cinematografica, Hidalgo A. Valasco, Les Productions du Bassan, Paris, France
- Musique : Piero Piccioni
- Photographie : Michel Kelber
- Montage : Mercedes Alonso et Gianfranco Amicucci
- Direction artistique : Enrique Alarcón
- Décorateur de plateau : Santiago Ontañón et Renato Postiglione (non crédité)
- Costumes : María Bastos
- Format : couleur (Eastmancolor) - Son : Mono (Westrex Recording System)
- Genre : drame
- Durée : 93 minutes
- Dates de sortie :
  - Espagne : 24 août 1973 (Madrid)
  - France : 31 juillet 1974 (Paris)
  - Italie : 26 septembre 1974

## Distribution
- Gina Lollobrigida : Netty
- Danielle Darrieux : Teresa, la mère de Jacinto
- Renaud Verley : Jacinto Martín del Río
- Susan Hampshire : Elaine
- Concha Velasco : África
- Maribel Martín : Marián
- Javier Loyola
- Giacomo Rossi-Stuart : Richard Leighton
- Hugo Blanco : Toni
- Eduardo Fajardo : L'avocat